# Электро (Marvel Comics)
Эле́ктро (англ. Electro), настоящее имя — Ма́ксвелл «Макс» Ди́ллон (англ. Maxwell "Max" Dillon) — суперзлодей комиксов издательства Marvel Comics. Является врагом Человека-паука. Дебют первого Электро, Макса Диллона, состоялся в комиксе The Amazing Spider-Man #9 (февраль 1964). Он получил свои суперспособности после удара молнии, когда чинил линии электропередач. В 2009 году Электро занял 87 место в списке 100 величайших злодеев из комиксов, по версии IGN.
Вторым Электро стала бывшая любовница первого Электро — Франсин-Фрай. Она получила свои суперспособности в результате весьма своеобразного стечения обстоятельств, убив в процессе оригинального Электро.
С момента своего появления в комиксах персонаж был адаптирован в телесериалах и видеоиграх. Джейми Фокс исполнил роль Макса Диллона/Электро в фильмах «Новый Человек-паук: Высокое напряжение» (2014) и «Человек-паук: Нет пути домой» (2021).

## История публикаций
Электро впервые появился в The Amazing Spider-Man #9 (Февраль 1964) и был создан сценаристом Стэном Ли и художником Стивом Дитко.

## Биография

### Первый Электро
Максвелл Диллон был сыном Джонатана Диллона и Аниты Эндикотт, в Нью-Йорке. Джонатан Диллон был бухгалтером, хотя он с трудом поддерживал свою работу. Из-за этого Макс Диллон часто переезжал вместе со своей семьёй. Его мать воспротивилась решению Макса Диллона пойти учиться в колледж, считая, что он должен работать в электрической компании. Там он стал одним из лучших монтажников-электриков, а также повстречал коллегу Норму Линн, которая впоследствии стала его женой. Тем не менее Норма Линн бросила его, так как Макс Диллон не был заинтересован в продвижении по карьерной лестнице.
Однажды коллега Макса Диллона попал в беду и Макс Диллон согласился помочь ему за дополнительную денежную плату. В процессе работы, из-за контакта с линиями электропередач и удара в него молнии, Макс приобрёл суперспособности, позволяющие ему манипулировать электричеством. В начале своей преступной работы, он воровал оборудование из Старк Индастриз и усиливался за его счёт. Однажды он встретил Магнето, который считал его потенциальным кандидатом в Братство Злых Мутантов, утверждая, что силы Диллона безграничны, но Макс Диллон наотрез отказался вступать в Братство. Захватил Дейли Бьюгл, но был побеждён Человеком-пауком. Сражался с Сорвиголовой.
Электро вступил в Зловещую шестёрку для полной победы над Человеком-пауком, но их преступные планы полностью провалились — ни один суперзлодей не сумел полностью победить супергероя. Все вместе они пытались убить Человека-паука, но полностью проиграли с ним битву. Макс Диллон был одним из суперзлодеев, собранных Доктором Думом для того, чтобы сорвать свадьбу Мистера Фантастика и Невидимой леди. Неоднократно сражался с Сорвиголовой как лидер Эммисаров Зла.
Электро был членом Зловещей семёрки. Её члены хотели убить Каина, но когда Каин исчез — команда суперзлодеев полностью распалась.
Надеясь полностью опорочить репутацию Человека-паука, Джей Джона Джеймсон тайно оказал Максвеллу Диллону поддержку: он транслировал в прямом эфире сражение Электро и Человека-паука. Заговорщики рассчитывали полностью победить Питера Паркера на глазах миллионов зрителей. Однако победил Человек-паук. Череда позорных поражений Макса Диллона от супергероя привела к тому, что Электро обесточил весь Нью-Йорк, поглотив всю электроэнергию города, чтобы полностью победить Человека-паука. Эта процедура чуть его не убила: он чуть не взорвался от перенапряжения, но Макса Диллона опять от этого остановил Человек-паук.
Через некоторое время соберётся Новая Зловещая шестёрка, в составе которой будет присутствовать и Электро. Но Доктор Осьминог узнал, что ядовитый газ, который они хотели распылить на весь город действует как наркотик — Осьминог продал его наркодилерам и ушёл из команды суперзлодеев. Без лидера команда суперзлодеев опять полностью распалась.
Позже Электро несколько раз станет членом Зловещей шестёрки, которая будет часто распадаться. Через некоторое время, он был в Зловещей дюжине, созданной Зелёным гоблином, однако и на этот раз Электро потерпел поражение в борьбе с супергероями.
Во время событий Civil War он сражался с Железным человеком.
Спустя некоторое время Электро будет нанят Электрой, чтобы освободить из тюрьмы Карла Ликоса (Саурон), который в это время находился в тюрьме для суперзлодеев. Чтобы выполнить это задание, Макс Диллон пробирается в тюрьму и выпускает на свободу всех суперзлодеев, находящихся там. Побег заключённых вынудил супергероев объединиться для их поимки. Так на него напали Новые Мстители, которые впоследствии схватили Электро.
В сюжетной линии Hero Age, он показал, что Электро имеет дочь по имени Электрошок (по аналогии с MC2 Вселенной).
В Origins Species он снова становится членом Новой Зловещей шестёрки, но команда опять проигрывает.
В сюжете «Big Time», Электро помогает Хамелеону ворваться в военно-воздушную базу в Нью-Джерси.

### Второй Электро
Вторым Электро стала бывшая любовница оригинального Электро Франсин-Фрай, которую Макс Диллон непреднамеренно убил во время их поцелуя, так как на тот момент ещё не мог контролировать свои суперсилы. Однако Шакал воскресил из мёртвых Франсин-Фрай, чтобы убедить полностью излеченного от суперспособностей Макса Диллона, присоединиться к нему и вновь стать Электро. Однако из-за того, что исходный генетический образец Франсин-Фрай был смешан со слюной Макса Диллона (так как Шакал использовал для воскрешения из мёртвых человека, фрагмент губы девушки) в момент полного восстановления суперсил Макса Диллона электроэнергия полностью впитывается в неё и она обретает силу Электро, убив в процессе Макса Диллона. Прятавшийся рядом Бродяга пытается спасти Макса Диллона, но его останавливает работающий на Шакала Курт Коннорс. Бродяга пытается сбежать, но Шакал отправляет Франсин-Фрай в погоню, в ходе которой она убивает Бродягу.
Позже Шакал вернул к жизни Бродягу с помощью New U технологий. Франсин-Фрай помогала Шакалу до развала New U, позже она успела поучаствовать в Зловещей шестёрке Железного паука и новой преступной команде Бумеранга, пока не присоединилась к Зловещему Синдикату Жука — женской преступной команде суперзлодеев, куда так же вошли Скорпия, Леди Осьминог, Белый Кролик, Жук, и вторая Трапстер. Целью синдиката была охота на Бумеранга, который предварительно подставил как Электро так и Жука.

### Возрождение Макса Диллона
Во время Зловещей Войны вернувшийся Отто Октавиус
возвращает к жизни Макса Диллона параллельно вернув ему его способности. Макс Диллон вступает в новую Зловещую шестёрку Осьминога вместе с Мистерио, Песочным человеком, новым Крейвеном-Охотником и Ящером. Франсин Фрай так же участвует в Зловещей Войне в составе Синдиката.

## Силы и способности
Необычно сформировавшееся магнитное поле было создано попаданием молнии в живого Макса Диллона, дало ему сверхчеловеческие способности. Электро может производить и использовать электричество в своих целях. Макс может произвести огромные количества электричества, теоретически до одного миллиона вольт. Он может использовать эту электроэнергию, метая молнии от кончиков своих пальцев на расстояние более одного километра, и этого достаточно, чтобы убить обычного человека.
Когда его тело полностью заряжено, он становится очень сильным и быстрым. Он может также быстро скользить по линиям электропередачи, используя ток электричества, для толчка, и также он фактически может ехать на молниях. В течение тюремного заключения, Доктор Осьминог дал ему преступные идеи ионизировать металлы и зажигать нефть в топливном баке как способ произвести сильные взрывы. Макс Диллон может зарядить себя, повышая свою мощь. Он может также поглотить энергию электрического оборудования, чтобы увеличить свою силу.

## Другие вселенные

### MC2
В альтернативном будущем Электро имеет дочь, Эллисон Диллон, она становится суперзлодейкой, известной как Электрошок.

### Зомби
Электро — один из суперзлодеев, превратившихся в зомби на Земле-2149. Вместе с остальными членами Зловещей шестёрки он борется с Магнето и Росомахой.

### Безголовый зомби
На Земле-91126 Электро, при сражении Зловещей шестёрки с Человеком-пауком зомби с Земли-2149, был лишён головы крыльями Стервятника.

### Ultimate Marvel

Ultimate Электро на обложке Ultimate Spider-man #114

В отличие от оригинала, в этой вселенной Электро представлен как лысый тощий человек со следами от ожогов. При первых появлениях он носит кожаную одежду. Он получил свои суперспособности после научного эксперимента, проведённого людьми Джастина Хаммера. Он был передан Уилсону Фиску в обмен на контракт по строительству станций. Во время использования своих суперспособностей, тело Электро полностью покрывается жёлтыми молниями. Когда Человек-паук врывается в офис Кингпина, Электро вместе с Громилами преграждает ему путь и вырубает его своим электричеством. За маской Человека-паука оказывается подросток, которого они потом выбрасывают в окно. Тем не менее он чудом выживает и во время повторного визита побеждает Громил и Электро. Вскоре суперспособности Электро заметно усиливаются: теперь его тело полностью покрывают синие молнии, при помощи которых он может летать по воздуху. Со временем Электро сбегает из тюрьмы вместе с четырьмя своими сокамерниками: Песочным человеком, Крейвеном-охотником, Доктором Осьминогом и Зелёным гоблином. Они образуют совместную команду суперзлодеев под названием Зловещая шестёрка. Вместе они похищают Человека-паука и грубой силой заставляют его присоединиться к ним. Во время разбойного нападения на Белый дом Электро проигрывает Тору, и снова попадает в тюрьму. Позднее Зелёный гоблин освобождает Электро из тюрьмы, в обмен на союз с ним, когда это необходимо. Затем он прибывает в пентхаус Нормана Озборна, куда позже приходит Человек-паук и между ними завязывается бой. Тем не менее Электро был снова побеждён и вернулся под тюремное заключение.
Наряду с другими членами Зловещей шестёрки Электро играет важную роль в сюжетной линии Смерть Человека-паука. Зелёный гоблин выпускает его и остальных суперзлодеев из тюрьмы, чтобы те помогли ему убить Питера Паркера. Когда Доктор Осьминог наотрез отказывается убивать Питера Паркера, Норман Озборн убивает его. Остальные же враги направляются к дому Питера Паркера в Квинсе. Там они встречают Человека-факела и Человека-льда и между ними завязывается бой. Им удаётся победить, однако супергерои всё же выбивают
Нормана Озборна из строя. После этого появляется Питер Паркер и вступает в борьбу с оставшейся четвёркой суперзлодеев. После сражения с Человеком-пауком, Электро собирается добить Человека-паука, но появляется тётя Мэй и подстреливает его. В результате короткого замыкания Электро издаёт мощный электрический импульс, при этом теряя сознание и сражая всех своих товарищей наповал.
Позднее Электро вновь попадает в руки агентов Щ. И. Т.а. Он прибегает к попытке бегства, но его останавливает Новый Человек-паук.

### День М
Электро — один из друзей Носорога. Он поможет поймать и задержать Зелёного гоблина.

## Вне комиксов

### Фильмы
В фильме «Новый Человек-паук: Высокое напряжение», который вышел в прокат 24 апреля 2014 года, Электро является основным суперзлодеем. Его роль исполняет Джейми Фокс. В фильме Электро имеет голубой цвет кожи, а вместо своего классического жёлто-зелёного костюма носит чёрный резиновый костюм с молниями на предплечьях.
По сюжету в начале фильма Макса Диллона спасает Человек-паук, говоря ему затем, что он его глаза и уши в мире. И Макс, предполагая, что теперь он и Человек-паук друзья, становится одержимым им. Пытаясь по настоятельному приказу Алистера Смайта, соединить разъединённый высоковольтный кабель в лаборатории «OsCorp», Диллон получает сильный удар электрическим током, и случайно падает в ёмкость с генетически модифицированными электрическими угрями. После чего они нападают на него и Макс становится живым конденсатором электричества. Превратившись в электрического мутанта, Макс забредает на Таймс-Сквер и, видя под доро́гой высоковольтные кабели, начинает подпитываться от них электричеством. Человек-паук пытается его успокоить, но Диллон, видя, что все люди смотрят только на Человека-паука, не контролирует себя и, после того, как в него выстреливает снайпер, выпускает весь свой гнев, а заодно и множество мощных электрических разрядов в супергероя, а потом и в людей на Таймс-Сквер. Человек-паук вместе с пожарными обливает его водой и тем самым останавливает новоиспечённого суперзлодея. Его отправляют в больницу для душевнобольных Рэйвенкрофт, где его изучает доктор Кафка. Здесь же Макс Диллон объявляет себя Электро. Его характер резко меняется: вместо робкого и доброго человека появляется злобный и безжалостный суперзлодей. Электро мечтает уничтожить весь Нью-Йорк, и Человека-паука. Гарри Озборн заключает с ним сделку, согласно которой Электро помогает ему найти Человека-паука в обмен на полное обеспечение всей электроэнергией города. Гарри Озборн освобождает Электро из больницы, и даёт ему доступ к оборудованию компании. Пытаясь помешать уходу Питера Паркера и Гвен Стейси из города, он устраивает им ловушку, вызывая короткое замыкание электричества по всему Нью-Йорку, но Человеку-пауку и Гвен удаётся его убить, так как он погибает при взрыве электричества, вызванного перегрузкой электроснабжения.
- Данная версия Электро, вновь сыгранная Джейми Фоксом, появляется в фильме «Человек-паук: Нет пути домой», где попадает в абсолютно новую для него реальность. В начале он появляется в своей энергетической форме, подобной той что была показана в фильме «Новый Человек-паук: Высокое напряжение». Человек-паук не смог его победить, однако Флинт Марко, который тоже прибыл из другой вселенной, помогает Питеру, защитив его от молний Электро. Вместе они разрушают передающие башни, тем самым лишая Макса способа подзарядки — это ослабляет Макса настолько, что он вновь принимает свой человеческий облик. Затем его заключают в Санктум Санкторум вместе с другими перемещёнными в этот мир суперзлодеями, и как выясняется, которые должны были умереть в своих вселенных. Позже Человек-паук освобождает злодеев и уговаривает их позволить ему вылечить их от безумия и предотвратить их смерть. Однако после того, как Зелёный гоблин срывает эксперимент, Электро крадёт арк-реактор Тони Старка и сбегает вместе с остальными злодеями. Получив высокотехнологичный костюм, питаемый арк-реактором, чьи цвета отсылают к версии персонажа из комиксов, Диллон увеличивает свои способности (при этом цвет его молний тоже меняется, что скорее всего является побочным эффектом смены способа подзарядки). Затем, после обращения Питера в прямом эфире, Электро вместе с другими злодеями прибывает к Статуе Свободы, где сталкивается с тремя Людьми-пауками. Ему почти удаётся одолеть их, как на место боя прибывает Отто Октавиус и обманом побеждает Макса, забрав у него реактор Старка и прикрепив к нему выкачиватель. После потери своих способностей Макс сожалеет о содеянном, называя себя ничтожеством, но Человек-паук, прибывший из его вселенной уверяет его, что это не так, и убеждает его отказаться от суперзлодейства, прежде чем Доктор Стрэндж вернёт Макса Диллона и перемещённых в этот мир героев и вылеченных злодеев в их соответствующие вселенные.

### Мультипликация
- Первоначально Электро не появлялся в мультсериале 1990-х годов Spider-Man: The Animated Series, потому что создатели не хотели вмешиваться в сюжет запланированного на то время фильма «Человек-паука» режиссёра Джеймса Кэмерона, где Песочный Человек и Электро должны были стать злодеями. Хотя Песочный Человек так и не появился в мультсериале, когда фильм Кэмерона отменили, Электро всё же появился в пятом сезоне сериала в истории «Шесть забытых воинов», состоящей из пяти эпизодов: Шесть забытых воинов, Невостребованное наследие, Секреты шестёрки, Герои снова в бою, Цена героизма. Рейнхольт Шмидт провёл большую часть своей жизни в поисках своего отца, Красного Черепа. Получив должность начальника милиции в Москве под фамилией Крагов, стал на время преемником своего отца, в попытке получить контроль над оружием судного дня. Оружие судного дня было разработано фашистами, в годы второй мировой войны, под началом Красного Черепа. Оружие судного дня это специальный пояс, который защищает своего хозяина от врагов специальным устройством с кнопкой, при нажимании, устройство в поясе бьёт человека электричеством. А электрические заряды из пояса подвергают опасности электрический транспорт, электроприборы, и всё что питается электричеством, подвергая человека большой опасности. Поэтому пояс назван оружием судного дня. Рейнхольт Шмидт уволившись из милиции прилетел самолётом в Нью Йорк, и при помощи брата Хамелеона, освободил из воронки времени, своего отца. Красный Череп тестировал на нём оружие судного дня, и он стал сверх-человеком, способным управлять электроэнергией. В битве с Человеком-пауком, Электро ранил зарядами электричества, Мэри Джейн Уотсон. Когда Капитан Америка вернулся в воронку времени, чтобы победить Черепа и Хамелеона, Электро обманом попал в эту воронку времени. Чтобы суперзлодеи не смогли вернуться, Человек — Паук полностью уничтожил воронку.
- В мультсериале 2003 года «Человек-паук», Макс Диллон (озвучен Этаном Эмбри) является школьным другом Питера Паркера и также посещает государственный университет. Впоследствии Макс Диллон попадает в трудную жизненную ситуацию, когда сверстники жестоко обходятся с ним юноша решает покончить с собой, но в последний момент в него попадает молния, смертельный разряд электричества не убивает его, а превращает в электрическое существо. Став Электро Макс Диллон наполняется жаждой жестоко отомстить своим обидчикам, что и претворяет в жизнь. Остановлен и полностью побеждён Человеком-пауком.
- Появился в мультсериале «Новые приключения Человека-паука».
- Появился в мультсериале «Великий Человек-паук».
- В мультсериале «Человек-паук» 2017 года появилась вторая Электро которую зовут Франсин Фрай.

### Компьютерные игры

Электро в игре Spider-Man: Web of Shadows

- Электро появляется в качестве босса в игре Spider-Man: The Video Game, вышедшей для платформы Sega System 32 в 1991 году.
- Электро появляется в качестве первого босса в игре Spider-Man: Return of the Sinister Six.
- В игре для PlayStation Spider-Man 2: Enter Electro Электро является главным суперзлодеем игры. Он похитил прибор «Бионексус», который, как сказал Курт Коннорс, «может превратить Электро в бога». Но в приборе не хватало одной детали, огромного бриллианта. Электро всё-таки нашёл бриллиант, стал практически непобедимым, но был полностью побеждён Человеком-пауком.
- Электро появляется в игре Ultimate Spider-Man, озвученный актёром Джэймсом Арнольдом Тэйлором.
- В игре для PSP Spider-Man: Friend or Foe Электро является одним из боссов и играбельным персонажем.
- Электро появляется в игре Spider-Man: Web of Shadows, озвучен актёром Лиамом О’Брайаном. Он причиняет массовые разрушения, ища карантинную зону организации Щ. И. Т., в которой находится его сестра. После борьбы с Человеком-пауком, сестра Электро убегает, а злодея подстреливает Чёрная Вдова. Симбиот на ней заражает Электро. Вскоре, появляются электро-подобные симбиоты, названные Электро-лингами. Если игрок выберет путь красной масти, то поможет Электро победить своего симбиота, и тот вспоминает всё, что случилось до заражения, а затем сдаётся. Если игрок выбирает путь чёрной масти, Человек-паук сильно избивает Электро для того, чтобы оторвать от него симбиота, которого Электро сжигает, мстя за свою заражённую сестру.
- Электро из вселенной Ultimate появляется в игре Spider-Man: Shattered Dimensions в качестве суперзлодея. В этой игре Электро, заполучив осколок, хочет поглотить всё электричество с электростанции, что может сделать его невероятно сильным. Человек-паук останавливает его с помощью большого количества воды.
- Появляется в игре The Amazing Spider-Man 2 Rise of the Electro, созданной по фильму Новый Человек-паук: Высокое напряжение.
- Появляется в игре Lego Marvel Super Heroes как играбельный персонаж вместе со своей Ultimate версией.
- Является играбельным персонажем в Lego Marvel Super Heroes 2. Также можно поиграть с версией из 2099 года.
- Является персонажем игры Spider-Man 2018 года. В оригинале роль озвучил Джош Китон, в русско-язычной локализации — Станислав Тикунов. Сбежав из тюрьмы Рифт, вошёл в состав Зловещей шестёрки. Согласился помочь Доктору Осьминогу в уничтожении бизнеса Нормана Озборна в обмен на превращение себя в чистую энергию. Вместе со Стервятником был полностью побеждён Человеком-пауком в бою на электростанции Oscorp.
- Франсин Фрай, в образе Электро, является открываемым играбельным персонажем в игре Marvel Strike Force для Android и iOS.
- Электро упоминается в игре Spider-Man 2 (2023). Сергей Кравинов рассматривает его как потенциального противника, в бою с которым он мог бы встретить достойную смерть. Люди Кравинова похищают Диллона и заставляют сразиться с охотником против его воли; в конечном итоге Электро погибает от руки Крейвена[25].

## Критика
В 2009 году Электро занял 87-е место в списке 100 величайших злодеев комиксов по версии IGN.